# Phyllodesma priapus
Phyllodesma priapus is een vlinder uit de familie van de spinners (Lasiocampidae). De wetenschappelijke naam van de soort is voor het eerst geldig gepubliceerd in 1963 door De Lajonquière.